# Mirony
Mirony (biał. Міроны, Mirony; ros. Мироны, Mirony) – wieś na Białorusi, w obwodzie mińskim, w rejonie dzierżyńskim, w sielsowiecie Putczyna.
Współcześnie wieś obejmuje także dawny folwark Kozłowszczyzna.

## Historia
W XIX i w początkach XX w. zaścianek Mirony i folwark Kozłowszczyzna położone były w Rosji, w guberni mińskiej, w powiecie mińskim.
Po I wojnie światowej pod administracją polską, w Zarządzie Cywilnym Ziem Wschodnich, w okręgu mińskim, w powiecie mińskim.
W wyniku postanowień traktatu ryskiego znalazły się w granicach Związku Sowieckiego. W latach 1932–1937 w Polskim Rejonie Narodowym im. Feliksa Dzierżyńskiego. Od 1991 w niepodległej Białorusi.